# Gottfried Dienst
Gottfried Dienst, genannt «Godi» oder «Gotti» (* 9. September 1919 in Basel; † 1. Juni 1998 in Bern), war ein Schweizer Fussballschiedsrichter.
In den 1950er und 1960er Jahren galt der Postbeamte als einer der Besten seiner Zunft in Europa. Neben zahlreichen anderen internationalen Begegnungen pfiff er das Endspiel im Meistercup 1960/61 im Berner Wankdorfstadion zwischen Benfica Lissabon und dem FC Barcelona (3:2). 1965 oblag ihm die Leitung des Messecup-Endspiels Juventus Turin gegen Ferencváros Budapest (0:1).
Weithin bekannt wurde Dienst am 30. Juli 1966 durch eine spielentscheidende Szene bei der Leitung des Finals der Weltmeisterschaft zwischen England und der Bundesrepublik Deutschland im Londoner Wembley-Stadion. Damals erklärte Dienst den später Wembley-Tor genannten Treffer für korrekt erzielt, der in der Verlängerung zum 3:2 für die englische Mannschaft (Endstand 4:2) führte. Als Linienrichter hatten Karol Galba aus der Tschechoslowakei und Tofiq Bəhramov aus dem bis 1991 zur Sowjetunion gehörenden Aserbaidschan fungiert.
Am 8. Juni 1968 war Dienst Schiedsrichter des Endspiels der Fussball-Europameisterschaft zwischen Italien und Jugoslawien, das 1:1 endete und deswegen wiederholt werden musste. Einige Beobachter unterstellten Dienst eine Benachteiligung der Gastmannschaft aus Jugoslawien, was jedoch nie belegt werden konnte. Es war sein letztes Spiel auf internationaler Ebene. Das Wiederholungsspiel zwei Tage darauf, das die Italiener mit 2:0 gewannen, leitete planmässig der Spanier José María Ortiz de Mendíbil.